# Uahnoferhotep

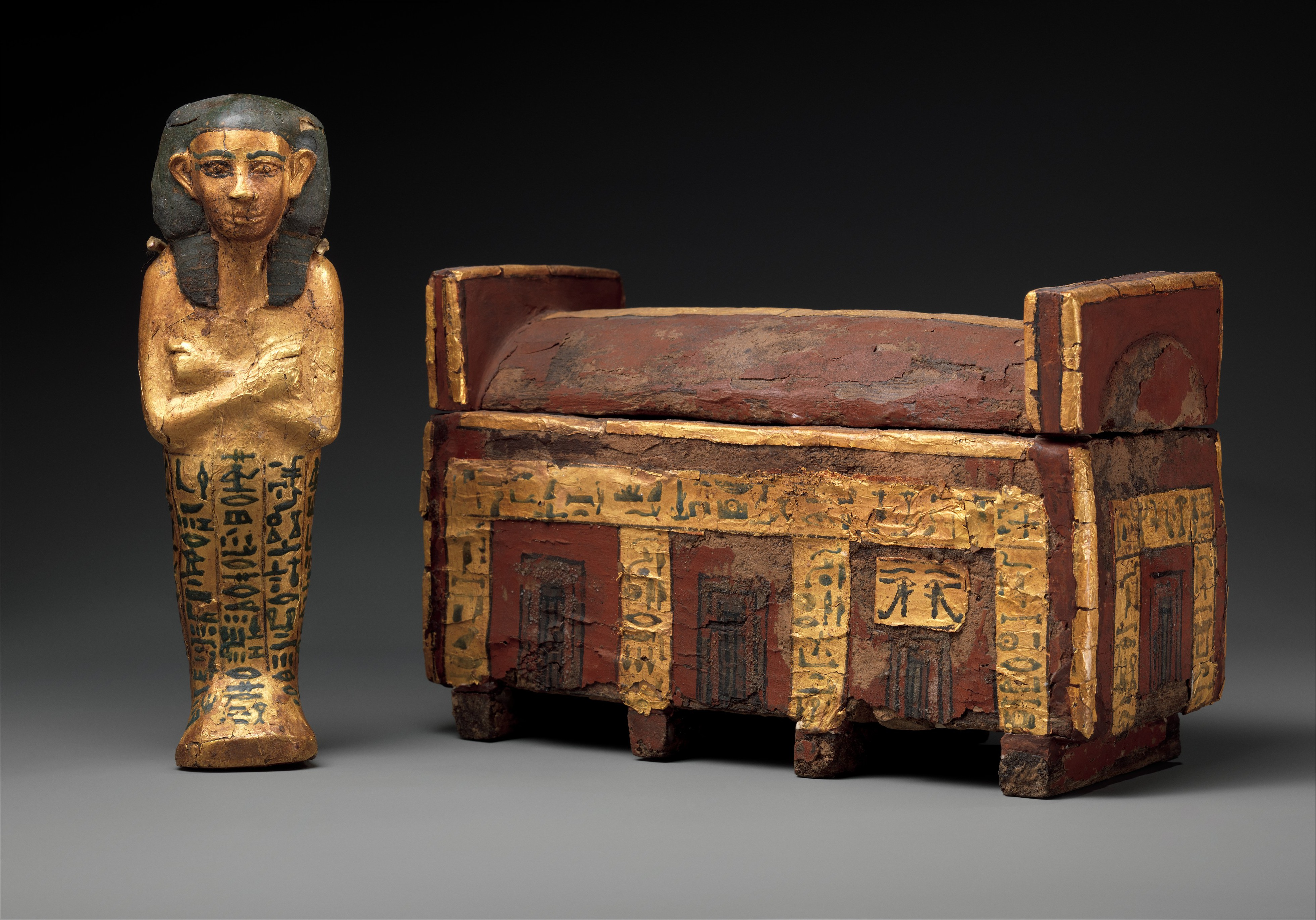
Uahnoferhotep koporsómodellje és usébtije

Uahnoferhotep ókori egyiptomi herceg volt a XIII. dinasztia idején, i. e. 1700 körül. Csak usébtijéről és kis koporsómodelljéről ismert, amelyeket I. Szenuszert piramisának halotti templomában találtak Listben, és ma a Metropolitan Művészeti Múzeumban találhatóak. Mindkettőn „a király fia” címet viseli. Nevének jelentése „Noferhotep fennmarad”; ez talán I. Noferhotepre, a XIII. dinasztia egyik leghatalmasabb uralkodójára utal, a koporsómodell körül talált cserepek azonban későbbiek, így valószínűbb, hogy egy későbbi Noferhotep nevű uralkodóról van szó.

## Fordítás
- Ez a szócikk részben vagy egészben  a   Wahneferhotep című angol Wikipédia-szócikk ezen változatának fordításán alapul.  Az eredeti cikk szerkesztőit annak laptörténete sorolja fel. Ez a jelzés csupán a megfogalmazás eredetét és a szerzői jogokat jelzi, nem szolgál a cikkben szereplő információk forrásmegjelöléseként.